# Eduard von Pestel

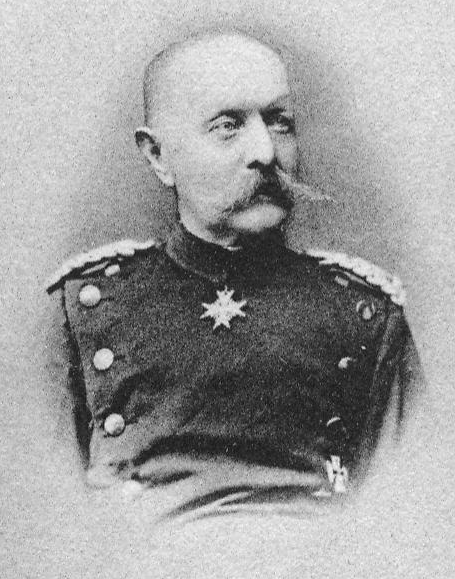
Eduard von Pestel

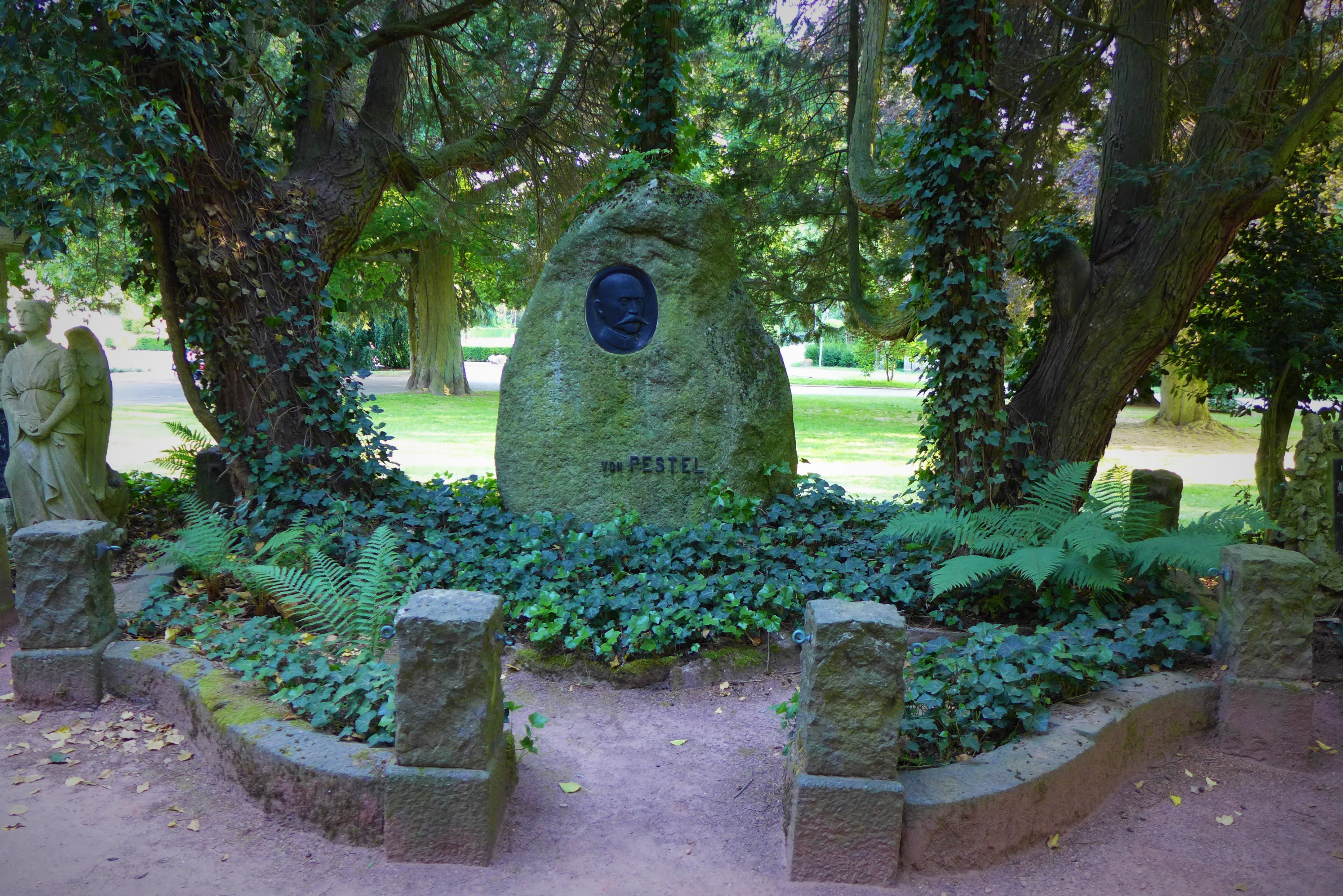
Deutsch-Französischer Garten, Pestelgrab im Ehrental

Eduard von Pestel (* 18. Mai 1821 in Münster; † 24. März 1908 in Wiesbaden) war ein preußischer Generalmajor. Er war Ehrenbürger von Saarbrücken sowie Sankt Johann und galt bei der Stadtbevölkerung als Kriegsheld des Deutsch-Französischen Krieges 1870/71.

## Leben

### Herkunft
Er war ein Enkel des preußischen Kammerrats Christoph Heinrich von Pestel (1736–1794). Erst mit dessen Berufung zum Direktor der Märkischen Kriegs- und Domänenkammer wurde die gesamte Familie im Jahre 1787 nobilitiert. Sein Vater war der Regierungsrat Georg von Pestel (1783–1846), seine Mutter Sabine Melusine Wilhelmine Magdalene Christiane, geborene Gräfin von Hardenberg (1781–1850). Eduard heiratete im Juli 1862 Julie Eichhorn, das Paar hatte zusammen einen Sohn und drei Töchter. Er war Mitglied der Düsseldorfer Freimaurerloge „Zu den drei Verbündeten“.
Sein Grab befindet sich im Gräberfeld des Ehrentals in Saarbrücken, heute Bestandteil des Deutsch-Französischen Gartens.

### Militärkarriere
Nach Eintritt in die Preußische Armee als Offiziersanwärter legte Pestel zunächst die Portepee-Fähnrich-Prüfung ab. Er trat 1838 als Fähnrich beim 11. Husarenregiment ein. 1849 war er Kriegsteilnehmer im Preußisch-Dänischen Krieg. Seine Beförderung zum Rittmeister folgte 1856. 1866 nahm er am deutschen Einigungskrieg teil und wurde Stabsoffizier beim Westfälischen Dragoner-Regiment Nr. 7. Von 1869 bis 1874 befehligte er das zum Beginn des Deutsch-Französischen Krieges 1870 in Saarbrücken stationierte 7. Ulanen-Regiment. Am 26. Juli 1870 wurde Pestel dort zum Oberstleutnant befördert. Am 6. September 1870 verlegte seine Einheit und er nahm an der Belagerung von Metz teil, am 27. November 1870 an der Schlacht von Longpré bei Amiens. Seine Beförderung zum Oberst folgte am 18. August 1871. Im Jahre 1874 wurde er letztmals nach Wiesbaden versetzt, dort endete auch seine aktive Laufbahn.
Nach seiner Verabschiedung erhielt Pestel am 31. Juli 1895 den Charakter als Generalmajor.

#### Verteidigung Saarbrückens 1870
Lokale Berühmtheit erlangte der Major von Pestel als Kommandeur des 7. Ulanen-Regiments im Deutsch-Französischen Krieg bei der Verteidigung Saarbrückens im Juli 1870. Mit nur 900 Mann Regimentsstärke und ohne einen Schuss Munition gelang es ihm, unter reger Mitwirkung der Stadtbevölkerung, mit Vortäuschung einer sicheren Verteidigungsstellung den mit 20.000 Mann übermächtigen französischen Gegner 14 Tage lang von der Einnahme Saarbrückens abzuhalten. Im weiteren Verlauf erreichten die Franzosen hier lediglich einen hastigen Durchmarsch, weswegen der Zivilbevölkerung eine Plünderung erspart blieb und von Pestel zum (volkstümlichen) „Helden von Saarbrücken“ avancierte. Zum Dank wurde er 25 Jahre nach Kriegsende zum Ehrenbürger ernannt.

## Ehrungen

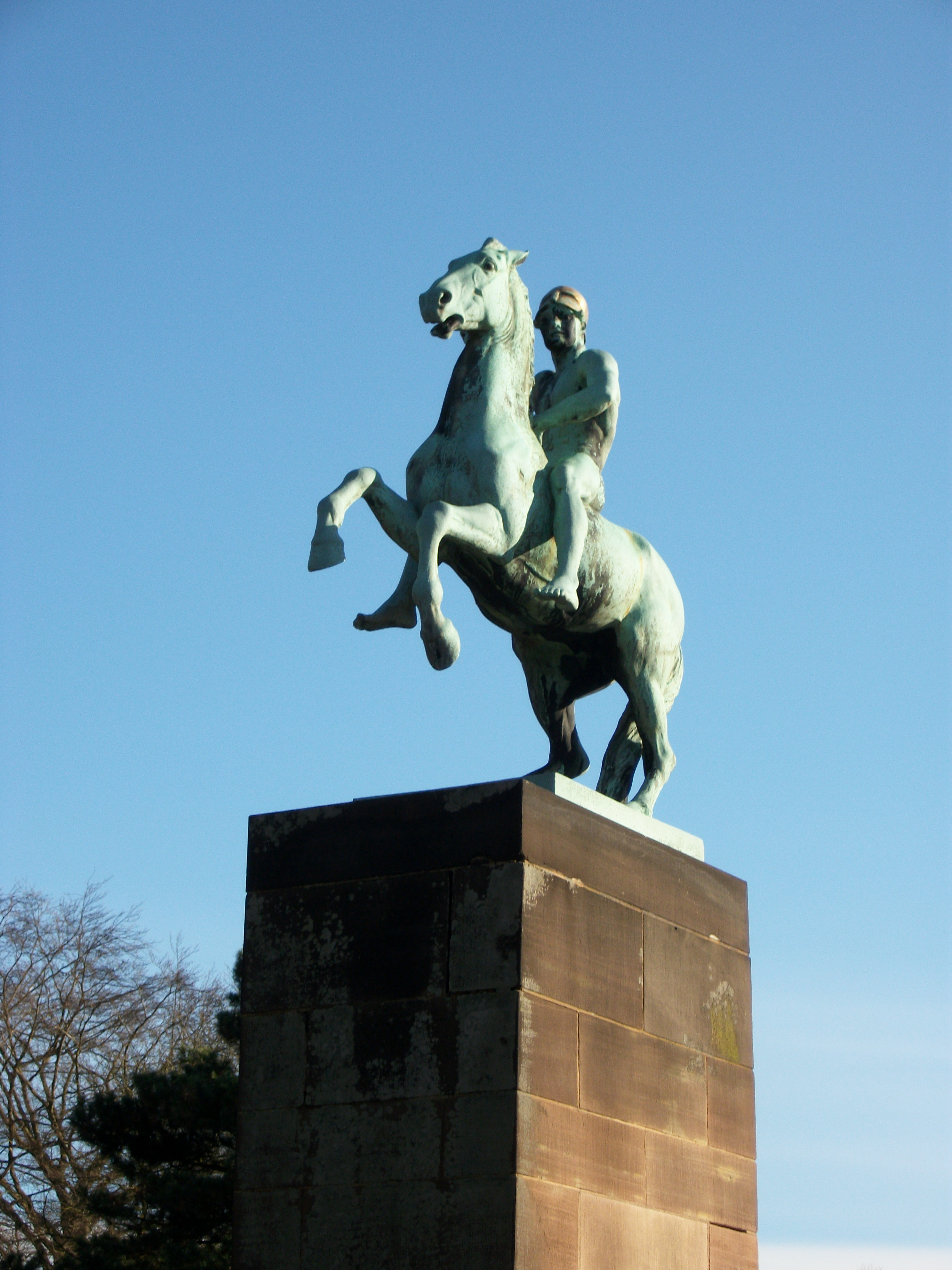
Ulanendenkmal am Saarbrücker Staden

- Eisernes Kreuz II. Klasse am 6. September 1870
- Eisernes Kreuz I. Klasse und Ritterkreuz des Militär-Karl-Friedrich-Verdienstordens am 28. Dezember 1870
- Kommandeurkreuz II. Klasse mit Schwertern des Ordens vom Zähringer Löwen am 18. August 1871
- Orden Pour le Mérite am 19. Januar 1873
- Ernennung zum Ehrenbürger der Städte Sankt Johann und Saarbrücken am 24. September 1896
- Enthüllung eines Porträtdenkmals im Saarbrücker Ehrental am 25. März 1910 – 
Das Grabdenkmal, dessen Medaillon mit dem Brustbild des Generals in den Kriegswirren verschwand, wurde nach dem II. Weltkrieg durch ein modernes Reliefmedaillon (im Rechtsprofil) wieder vervollständigt.
- Nach ihm wurde die Pestelstraße im Saarbrücker Stadtteil Alt-Saarbrücken benannt
- Die im Saarbrücker Stadtteil Sankt Johann gelegene Großherzog-Friedrich-Straße wurde nach dem Namensgeber seines Ulanenregiments benannt